# Un filo senza fine
Un filo senza fine è il settimo album in studio del cantautore italiano Paolo Vallesi, pubblicato il 10 febbraio 2017.
Oltre all'inedito brano Pace, cantato con Amara e proposto come ospiti al Festival di Sanremo del 2017, vengono riproposte le migliori canzoni della ventennale carriera di Paolo Vallesi, alcune riarrangiate in nuove versioni.

## Tracce
1. Pace – 3:38 (Amara, Salvatore Mineo) – feat. Amara
2. Un filo senza fine – 3:28 (Paolo Vallesi, Pio Stefanini, Marco Colavecchio)
3. In questo mondo – 3:48 (Paolo Vallesi, Pio Stefanini)
4. Una notte in Italia – 3:59 (Ivano Fossati)
5. La forza della vita (25th anniversary) – 4:45 (Paolo Vallesi, Beppe Dati)
6. Le persone inutili (Symphonic version) – 4:14 (Paolo Vallesi, Beppe Dati)
7. Grande (World version) – 4:21 (Paolo Vallesi, Beppe Dati, Eric Buffat, Telonio)
8. I miei silenzi – 3:40 (Paolo Vallesi)
9. A guardarti divento – 3:12 (Paolo Vallesi)
10. Il mio pensiero – 3:26 (Paolo Vallesi, Bosio, Canazza, Abbate)
11. Il mio amore – 3:55 (testo: Enrico Rialti – musica: Paolo Vallesi)

Durata totale: 42:26